# Drechterland
Drechterland es un municipio neerlandés situado en la región de Frisia Occidental, en el norte de la provincia de Holanda Septentrional.
En 2016 tiene 19 388 habitantes, repartidos entre la capital municipal Hoogkarspel y las localidades o distritos de Hem, Oosterblokker, Oosterleek, Oosterwijzend, Schellinkhout, Venhuizen, Westerwijzend, Westwoud y Wijdenes.
Se sitúa en la costa septentrional del Markermeer, en la periferia oriental de Hoorn.